# Tierschutzombudsperson
Tierschutzombudsperson ist eine nach § 41 des österreichischen Tierschutzgesetzes von jedem Bundesland gegenüber der Bundesministerin/dem Bundesminister für Gesundheit und Frauen zu bestellende natürliche Person mit der Aufgabe, die Interessen des Tierschutzes zu vertreten (Ombudsperson).

## Erforderliche Qualifikation
Die Tierombudsperson muss über ein abgeschlossenes Studium der Veterinärmedizin, Zoologie oder Agrarwissenschaften oder eine vergleichbare Ausbildung und über eine Zusatzausbildung im Bereich des Tierschutzes verfügen (§ 41 Abs. 2 TSchG).
Die Tierschutzombudspersonen sind unabhängig und unterliegen in Ausübung ihres Amtes keinen Weisungen (§ 41 Abs. 9 TSchG). Ihre Funktionsperiode beträgt fünf Jahre, eine Wiederbestellung ist zulässig (§ 41 Abs. 2 Z 2 TSchG).

## Gesetzliche Stellung
- Die Tierschutzombudsperson hat in Verwaltungsverfahren und verwaltungsgerichtlichen Verfahren einschließlich Verwaltungsstrafverfahren nach dem TSchG und nach dem Tiertransportgesetz 2007[2] Parteistellung.[3] Sie ist berechtigt, in alle Verfahrensakten Einsicht zu nehmen sowie alle einschlägigen Auskünfte zu verlangen. Die Behörden haben die Tierschutzombudspersonen bei der Ausübung ihres Amtes zu unterstützen (§ 41 Abs. 4 TSchG).
- Der Tierschutzombudsperson ist das Recht eingeräumt, Rechtsmittel gegen Bescheide in Angelegenheiten des TSchG zu ergreifen, einschließlich Beschwerde an das Verwaltungsgericht des Landes sowie Revision an den Verwaltungsgerichtshof zu erheben und die Einhaltung tierschutzrechtlicher Vorschriften sowie die Interessen des Tierschutzes geltend zu machen (§ 41 Abs. 5 TSchG).
- Die Tierschutzombudsperson hat den Strafverfolgungsbehörden die ihr zur Kenntnis gelangten Verstöße gegen das Tierschutzgesetz, insbesondere gem. § 222 StGB wegen Tierquälerei, sowie allfällig vorhandene Unterlagen zu übermitteln, wenn der begründete Verdacht einer von Amtswegen zu verfolgenden gerichtlich strafbaren Handlung besteht (§ 41 Abs. 6 TSchG).
- Die Tierschutzombudsperson hat der Landesregierung über ihre Tätigkeit zu berichten (§ 41 Abs. 10 TSchG).[4] Die Bundesministerin/der Bundesminister für Gesundheit und Frauen wiederum legt alle zwei Jahre dem Nationalrat einen Tierschutzbericht vor (§ 41a Abs. 9 TSchG).[5]

Eine Prozessstandschaft zur Geltendmachung fremder Rechte im eigenen Namen gibt es auch im österreichischen Zivilverfahren sowie aufgrund von § 104 Satz 2 StPO für die Tieranwälte in Tierschutzstrafverfahren des Kantons Zürich. In Deutschland haben die Landestierschutzbeauftragten keine entsprechenden Verfahrensrechte und nur eine beratende Funktion.
Eine Ombudsperson ist nach einer Entscheidung des Landesverwaltungsgerichts Steiermark vom 6. März 2017 eine Organpartei, welche zur Vertretung der Interessen des Tierschutzes in den betreffenden Verwaltungsverfahren zwar eine Parteistellung eingeräumt wurde, der aber keinerlei hoheitliche Befugnisse zukommen. Eine Maßnahmenbeschwerde gem. Art 130 Abs. 1 Z 2 B-VG gegen ein von der Tierschutzombudsperson gesetztes rechtswidriges Verhalten ist deshalb unzulässig, da eine Beschwerdemöglichkeit nur gegen das Verhalten eines Verwaltungsorgans im Rahmen der Hoheitsverwaltung besteht, nicht aber gegen ein rechtswidriges Verhalten einer Verfahrenspartei gegenüber einer anderen.

## Einzelne Tierschutzombudspersonen
Am 12. Jänner 2023 amtierten:
- Burgenland: Gabriele Velich
- Kärnten: Jutta Wagner
- Niederösterreich: Lucia Giefing
- Oberösterreich: Cornelia Rouha-Mülleder
- Salzburg:  Alexander Geyrhofer
- Steiermark: Barbara Fiala-Köck
- Tirol: Martin Janovsky
- Vorarlberg: Karin Keckeis
- Wien: Eva Persy